# Радкевич, Екатерина Александровна
Екатери́на Алекса́ндровна Радке́вич (29 ноября (12 декабря) 1908 года — 10 января 1994 года) — советский геолог, доктор геолого-минералогических наук, профессор, член-корреспондент АН СССР и РАН. Герой Социалистического Труда (1969), заслуженный деятель науки РСФСР.

## Биография
Родилась в Киеве.
В 1931 году окончила Среднеазиатский геологоразведочный институт в Ташкенте.
С 1931 года по 1932 год работала в геологических партиях в Средней Азии. Одно из важнейших направлений научной деятельности Радкевич в то время — изучение геологии рудных месторождений.
С 1937 года работала в Институте геологических наук АН СССР.
С С. С. Смирновым работала в Забайкалье по изучению оловорудных месторождений. Деятельность экспедиции спустя 30 лет была описана Екатериной Александровной в книге «Горными маршрутами». В результате данной экспедиции были разработаны научные основы поиска и оценки оловорудных месторождений, стала соавтором книги «Геология олова», опубликованной в 1947 году.
В 1940 году вступила в ВКП(б).
В 1950-х годах несколько лет работала в Приморском крае в геолого-разведочных экспедициях с Фёдором Силиным, известным геологом-самоучкой.
В 1954 году монография Радкевич, подготовленная по материалам её докторской диссертации, посвящённой металлогении олова была удостоена академической премии имени С. С. Смирнова.
С 1959 года — директор Дальневосточного геологического института Дальневосточного филиала Сибирского отделения АН СССР в городе Владивостоке.
Основные труды Екатерины Александровны были посвящены изучению рудных месторождений и металлогении. Ей удалось выявить в пределах Тихоокеанского рудного пояса общие закономерности размещения рудных месторождений и зависимость характера руд от строения земной коры. Разработала проблему связи глубинных оболочек Земли с процессами оруденения, а также планетарной сетью разломов, устойчивость которых противоречит, по версии Радкевич, концепции «новой глобальной тектоники».
Результат её многолетней работы «Схемы металлогении Тихоокеанского рудного пояса», на которой были впервые выделены металлогенические пояса и зоны этой планетарной структуры.
Указом Президиума Верховного Совета СССР от 13 марта 1969 года Радкевич Екатерине Александровне было присвоено звание Героя Социалистического Труда.
24 ноября 1970 года была избрана членом-корреспондентом Академии наук СССР (отделение геологии, геофизики, геохимии и горных наук).
В 1979 году подготовила «Металлогеническую карту Тихоокеанского рудного пояса». Позднее подобные карты были составлены в США и Японии. Неоднократно выступала с докладами на Международных геологических конгрессах, совещаниях, симпозиумах в Мексике, Дании, Индии, Канаде, ГДР, Польше, Японии, Австралии и других странах.
В течение многих лет возглавляла Тихоокеанский комитет по геологии и металлогении, была активным членом многих межведомственных координационных комитетов, была членом Президиума Дальневосточного отделения АН СССР.
Более 20 лет возглавляла специализированный Совет по защитам кандидатских диссертаций в Президиуме Дальневосточного научного центра АН СССР. Под её научным руководством прошли аспирантуру и защитили кандидатские диссертации около 30 аспирантов и соискателей.
Радкевич стала автором более 300 научных трудов (из них около 26 монографий)
Последние годы жила в Москве.
Скончалась 10 января 1994 года. Похоронена на Троекуровском кладбище.

## Награды
- Медаль «Серп и Молот» (1969)
- Два ордена Ленина
- Орден Трудового Красного Знамени
- Заслуженный деятель науки РСФСР
- медали
- Премия имени В. А. Обручева (1987)